# Alasht
Vista de Alasht
Alasht (em persa: آلاشت, que significa santuário da águia, também romanizado como Âlaŝt e Ālāsht) é uma cidade no Distrito Central do condado de Savadkuh, província de Mazandarão, Irã.
No censo de 2006, sua população era de 976 em 287 domicílios. O censo seguinte, em 2011, contou 874 pessoas em 279 domicílios. O último censo de 2016 mostrou uma população de 1.193 pessoas em 436 domicílios.
Alasht está isolada pelas montanhas circundantes, o que lhe confere um clima mais fresco do que a maioria das regiões da província. É mais conhecido por ser o local de nascimento de Reza Xá Pahlavi, o fundador da dinastia Pahlavi.

## Recursos naturais
Alasht tem uma nascente natural e também é conhecida por ser um dos poucos locais de crioterapia da província.
Além disso, as cavernas dentro e ao redor de Alasht são ricas em minerais, principalmente reservas de carvão antracite.

## Clima
Devido à sua localização, Alasht é bastante fresco durante todo o ano. O inverno na aldeia é particularmente rigoroso, fazendo com que a maioria dos habitantes se mude para áreas mais quentes durante a estação. No entanto, a pluviosidade na aldeia é semelhante à do resto da província, com aproximadamente 593 milímetros de precipitação por ano.

## Galeria

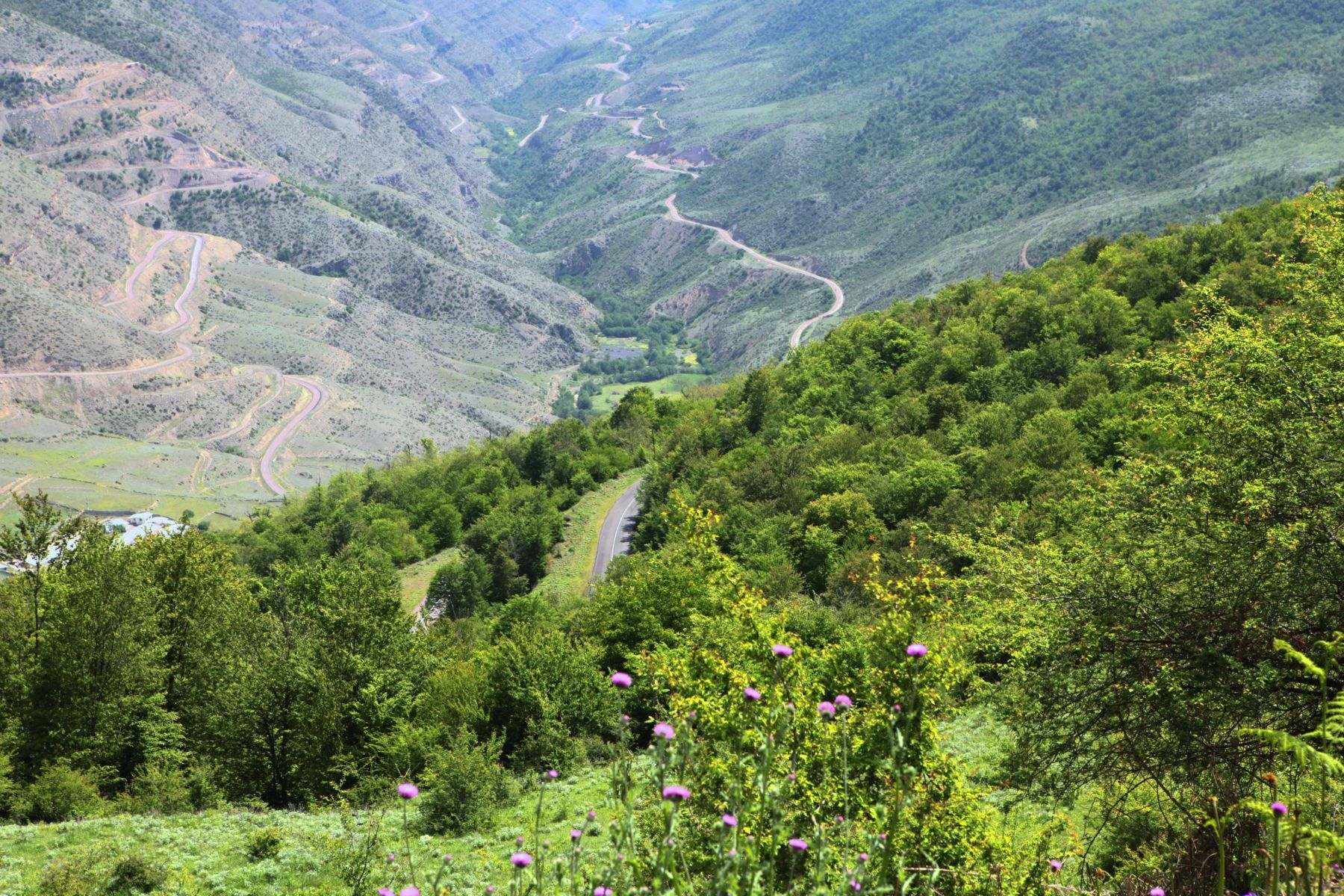
Vista de uma estrada de Alasht
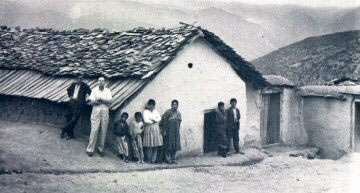
O local de nascimento de Reza Xá
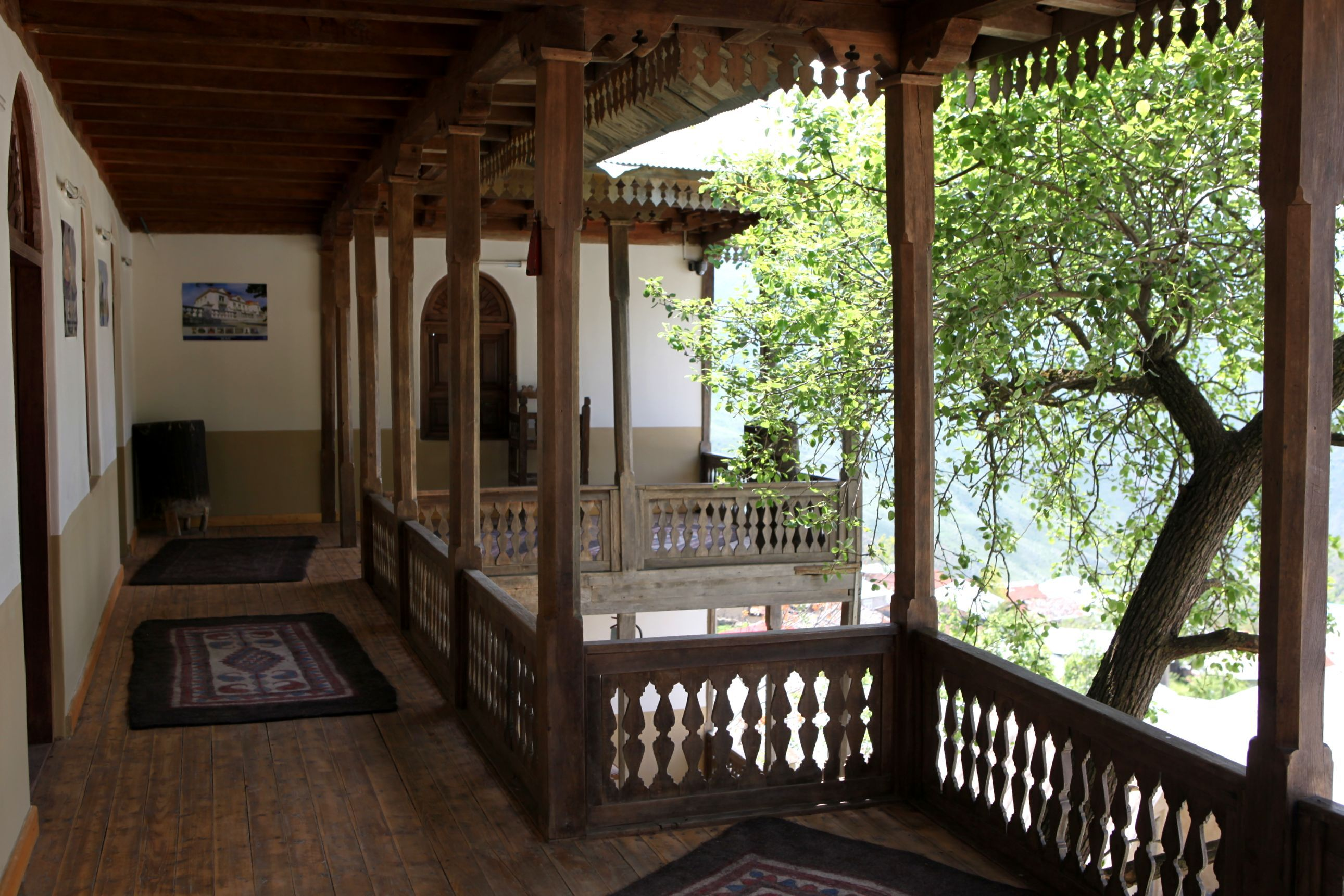
O local de nascimento de Reza Xá